# Fostoria (Ohio)
Fostoria é uma cidade localizada no estado norte-americano de Ohio, no Condado de Hancock e Condado de Seneca e Condado de Wood.

## Demografia
Segundo o censo norte-americano de 2000, a sua população era de 13.931 habitantes.
Em 2006, foi estimada uma população de 13.337, um decréscimo de 594 (-4.3%).

## Geografia
De acordo com o United States Census Bureau tem uma área de
19,4 km², dos quais 18,8 km² cobertos por terra e 0,6 km² cobertos por água. Fostoria localiza-se a aproximadamente 229 m acima do nível do mar.

## Localidades na vizinhança
O diagrama seguinte representa as localidades num raio de 16 km ao redor de Fostoria.